# Fujiwara no Motofusa
Fujiwara no Motofusa (藤原 基房?  1144 – 1 de febrero, 1230) fue un Regente Imperial a finales del Siglo XII que sirvió a los emperadores Rokujō y Takakura. También se lo conoció como Matsudono Motofusa (松殿 基房?) debido a que provenía de la villa de Matsudono, cerca de Kioto. Fujiwara no Tadataka y Matsudono Moroie fueron su primer y tercer hijo, respectivamente.

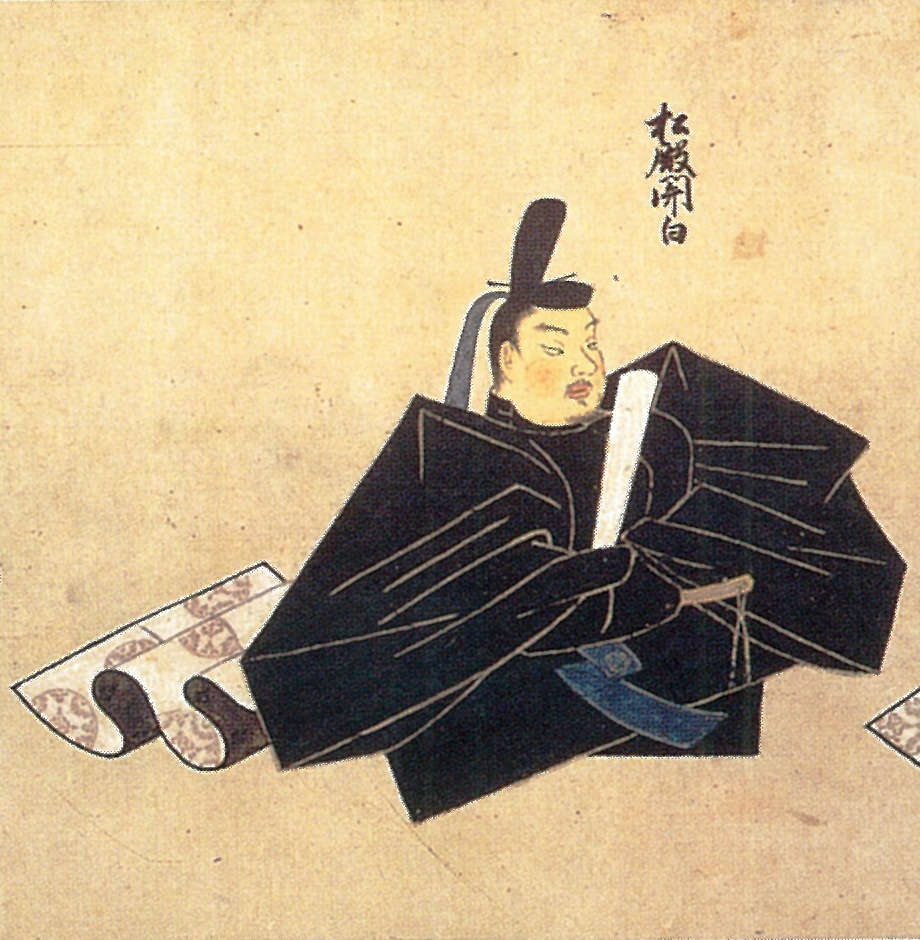
Fujiwara no Motofusa

A pesar de poseer en un enorme poder al ostentar la oficina de Regente Imperial, Motofusa no pudo convertirse en la cabeza del Clan Fujiwara gracias a las maniobras políticas orquestadas por Taira no Kiyomori, un incidente ocurrido en 1170 podría ser una de las principales causas de ello. 
El incidente ocurrió mientras Motofusa estaba de camino hacia el Palacio de Hōjuji, el Regente, junto a una enorme comitiva, se estaba dirigiendo al palacio imperial para participar de una ceremonia en la cual el enclaustrado Emperador Go-Shirakawa iba a atender, sin embargo un muchacho se negó a darle paso al regente y a toda su comitiva. En consecuencia, los hombres del Regente reaccionaron de forma violenta contra el muchacho, destruyeron su carruaje porque se interponía en el camino y lo humillaron por su soberbia. El agredido en cuestión era el nieto de Kiyomori que en vano trato de producir una represalia efectiva contra los agresores, sin embargo los seguidores de Taira no Shigemori (El padre del muchacho agredido) atacaron a los hombres del regente cuando estos se dirigían a contemplar la ceremonia, los bajaron de sus caballos y los humillaron vergonzosamente. Estos eventos, a pesar de verse como una mera disputa personal, causarían un agravamiento en las relaciones que tenían el Emperador Go-Shirakawa y el clan Taira, en consecuencia habría un acercamiento por parte del Emperador Go-Shirakawa hacia el Clan Minamoto, que eran acérrimos enemigos de los Taira.

## Servicio como Regente
- 1166–1168: Sessho bajo el Emperador Rokujō.
- 1168–1172: Sessho bajo el Emperador Takakura.
- 1172–1179: Kampaku bajo el Emperador Takakura.